# Svatoslav Ton
Svatoslav Ton (* 20. října 1978, Brno) je bývalý český atlet, jehož specializací byl skok do výšky.
Mezi jeho dosavadní největší úspěchy patří stříbrná medaile z juniorského mistrovství světa v roce 1996 a dvě šestá místa na mistrovstvích Evropy (Mnichov 2002, Göteborg 2006). V roce 2004 reprezentoval na letních olympijských hrách v Aténách, kde obsadil ve finále výkonem 229 cm 8. místo. V roce 2006 vyhrál na mítinku Zlaté ligy Weltklasse v Curychu.

## Úspěchy
| Rok  | Závod                              | Místo                 | Umístění    | Výkon  |
| ---- | ---------------------------------- | --------------------- | ----------- | ------ |
| 1995 | Mistrovství Evropy juniorů         | Nyíregyháza, Maďarsko | kvalifikace | 2,07 m |
| 1996 | Mistrovství světa juniorů          | Sydney, Austrálie     | 2. =        | 2,21 m |
| 1997 | Halové MS 1997                     | Paříž, Francie        | kvalifikace | 2,24 m |
| 1997 | Mistrovství Evropy juniorů         | Lublaň, Slovinsko     | 10.         | 2,05 m |
| 1997 | Univerziáda                        | Sicílie, Itálie       | kvalifikace | ?      |
| 1999 | Mistrovství Evropy do 23 let       | Göteborg, Švédsko     | kvalifikace | ?      |
| 2001 | Univerziáda                        | Peking, Čína          | 7.          | 2,20 m |
| 2002 | Halové ME 2002                     | Vídeň, Rakousko       | 10.         | 2,20 m |
| 2002 | Mistrovství Evropy v atletice 2002 | Mnichov, Německo      | 6.          | 2,25 m |
| 2004 | Letní olympijské hry 2004          | Athény, Řecko         | 8.          | 2,29 m |
| 2005 | Halové ME 2005                     | Madrid, Španělsko     | 7.          | 2,27 m |
| 2005 | Evropský pohár v atletice          | Florencie, Itálie     | 3.          | 2,27 m |
| 2005 | Mistrovství světa v atletice 2005  | Helsinky, Finsko      | kvalifikace | 2,20 m |
| 2006 | Halové MS 2006                     | Moskva, Rusko         | kvalifikace | 2,20 m |
| 2006 | Evropský pohár v atletice          | Praha, Česko          | 2.          | 2,25 m |
| 2006 | Mistrovství Evropy v atletice 2006 | Göteborg, Švédsko     | 6.          | 2,27 m |
| 2006 | Světové atletické finále           | Stuttgart, Německo    | 6.          | 2,25 m |
| 2007 | Halové ME 2007                     | Birmingham, Anglie    | kvalifikace | 2,23 m |
| 2007 | Mistrovství světa v atletice 2007  | Ósaka, Japonsko       | kvalifikace | 2,26 m |

## Osobní rekordy
- hala - (233 cm - 22. února 2005, Brno)
- venku - (233 cm - 11. června 2004, Praha)

## Ukončení kariéry
Svoji dlouholetou výškařskou kariéru ukončil po letní sezóně roku 2010. Jeho posledním závodem bylo Mistrovství ČR mužů a žen na dráze pořádané v Třinci, kde se umístil na 4. místě s výkonem 214 cm. Byl to zároveň i jeho nejlepší výškařský výkon sezóny 2010. V této závěrečné sezóně se neúspěšně pokoušel o změnu disciplíny - orientoval se na skok daleký, jeho nejlepší výkon sezóny 2010 byl 734 cm.